# Норма Байлон
Норма Байлон (ісп. Norma Baylon; нар. 9 листопада 1942) — колишня аргентинська тенісистка.
Найвищу одиночну позицію світового рейтингу — 7 місце досягла 1966 року.
Найвищим досягненням на турнірах Великого шолома був фінал в парному розряді.

## Фінали турнірів Великого шолома

### Парний розряд (1 поразка)
| Результат | Рік  | Турнір            | Покриття | Партнерка      | Суперниці                        | Рахунок  |
| --------- | ---- | ----------------- | -------- | -------------- | -------------------------------- | -------- |
| Поразка   | 1964 | Чемпіонат Франції | Ґрунт    | Гельга Шультце | Маргарет Корт Леслі Тернер Боурі | 3–6, 1–6 |